# Ophthalmis basalis
Ophthalmis basalis är en fjärilsart som beskrevs av Rothschild 1896. Ophthalmis basalis ingår i släktet Ophthalmis och familjen nattflyn. Inga underarter finns listade i Catalogue of Life.